# Гибадулин, Талгат Абдулович
Талгат Абдулович Гибадулин (в некоторых источниках ― Тальгат Абдулович Гибадуллин) (род. 15 августа 1946, Свердловск, РСФСР, СССР) — советский и российский спортсмен, Мастер спорта СССР по борьбе самбо и дзюдо, Заслуженный тренер РСФСР.

## Биография
С детства обладал агрессивным характером: в седьмом классе он был отчислен из школы за избиение одноклассника. В 14 лет стал заниматься самбо, его тренерами были Геннадий Нецветаев и Валентин Афонин. Получил среднее специальное образование в Свердловском техникуме физической культуры. В 1966 году на первенстве РСФСР среди юниоров занял второе место. В 1968 году был удостоен звания «Мастер спорта СССР» по борьбе самбо, а в 1974 году ― также и по дзюдо.
В течение многих лет работал в Свердловске тренером в ДСО «Спартак», ФСО «Динамо» и ДСО «Локомотив». Под его руководством проходили спортивную подготовку мастера спорта международного класса Михаил Старков (также неоднократный победитель и призёр чемпионатов России по самбо) и Игорь Гибадулин (племянник Талгата Абдуловича, победитель первенства мира по молодёжи 2004 года).